# Otto Hofmann (militare)
Otto Hofmann (Innsbruck, 16 marzo 1896 – Bad Mergentheim, 31 dicembre 1982) è stato un generale tedesco delle SS tedesche nella Germania nazista.
Era SS-Gruppenführer a capo del SS-Rasse und Siedlungshauptamt dal 9 luglio 1940 al 20 aprile 1943. Condannato a 25 anni di prigione nel processo RuSHA del 1948, Hofmann fu rilasciato il 7 aprile 1954.

## Biografia
Hofmann è nato a Innsbruck, in Tirolo, figlio di un mercante, nell'agosto 1914 si offrì volontario durante la prima guerra mondiale. Nel marzo 1917 fu promosso tenente. Nel giugno 1917 fu fatto prigioniero dai russi, riuscì a fuggire dalla prigionia e tornò in Germania. Dopo un'operazione a breve termine nelle Freikorps, intraprese l'attività di venditore di vini e dal 1920 al 1925 si occupò di commercio all'ingrosso di vini con un'attività in proprio come rappresentante.
Nell'aprile 1923, Hofmann si unì al partito nazista, era il membro 145.729, e nell'aprile 1931 si unì alle SS, membro 7.646. Dal 1933 in poi, ha lavorato a tempo pieno come ufficiale delle SS. Il 29 marzo 1933 si candidò senza successo alle elezioni generali.

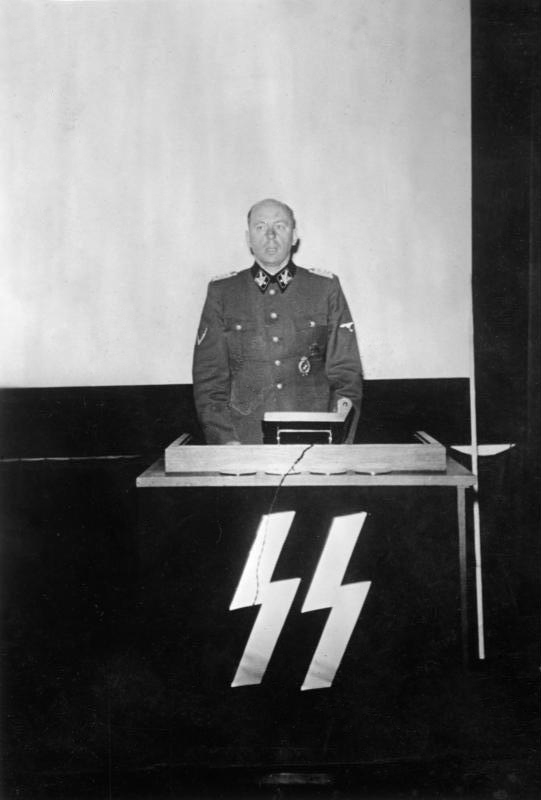
Hofmann nel 1942

Nel 1931, fu creata da Heinrich Himmler e Richard Walther Darré l'Ufficio Centrale delle SS per la Razza e le Colonie (RuSHA). Nel 1939 Hofmann era co-editore della rivista Biologist. Dal luglio 1940 all'aprile 1943 fu capo del RuSHA. In questa veste, ha partecipato alla germanizzazione del territorio conquistato della Polonia e dell'Unione Sovietica. Ciò ha comportato il reinsediamento dei tedeschi nei territori orientali occupati dai nazisti e l'espulsione delle famiglie native di quelle terre.
Hoffman era responsabile della conduzione della prova razziale ufficiale sulla popolazione dei territori occupati per la selezione razziale. L'ufficio era anche responsabile del rapimento dei bambini polacchi in Germania e dell'assistenza ai parenti delle SS. Era presente alla Conferenza di Wannsee il 20 gennaio 1942, per la cosiddetta "Soluzione finale della questione ebraica". Nell'aprile 1943, Hofmann fu trasferito a Stoccarda come SS- und Polizeiführer («Comandante delle SS e della Polizia») per la Germania sud-occidentale (Württemberg, Baden e Alsazia). Era il comandante dei prigionieri nel locale distretto militare di Villsmania.

### Dopo la guerra
Dopo la guerra, nel marzo 1948, Hofmann fu processato al processo RuSHA per le sue azioni come capo dell'Ufficio RuSHA con l'accusa di crimini contro l'umanità e crimini di guerra. Sebbene nel 1948 Hofmann fosse stato condannato a 25 anni di carcere per crimini di guerra, il 7 aprile 1954 fu graziato e rilasciato dalla prigione di Landsberg. Successivamente è stato impiegato nel Württemberg fino alla morte a Bad Mergentheim il 31 dicembre 1982.